# Družina Madžarska
Družina Madžarska je družina asteroidov, ki se nahajajo blizu notranjega roba glavnega asteroidnega pasu. Od njega so ločeni s Kirkwoodovo vrzeljo z orbitalno resonanco 4 : 1 z Jupitrom.

## Značilnosti
Asteroidi imajo naslednje lastne elemente tirnice
- velika polos (ap) je med 1,87in 2,00 a.e.
- izsrednost (ep) je v manjša od 0,18
- naklon tirnice (ip) je od 16 do 34 °

Ime je družini dal asteroid 434 Madžarska. Družina pripada večji skupini asteroidov, ki jo imenujemo skupina Madžarska. V tej skupini je družina Madžarska edina znana družina, ki je nastala ob trku in razpadu starševskega telesa .
Asteroidi v tej družini imajo nizko izsrednost. Njihova obhodna doba je približno 2,5 let. So v orbitalni resonanci 9 : 2 z Jupitron in 3 : 2 z Marsom .
Asteroidi te družine so asteroidi tipa E. So izredno svetli z albedom nad 0,30. Na površini imajo enstatit. Ceprav so svetli, jih ne moremo videti z binokularji, ker so premajhni. Največji med njimi (434 Madžarska) ima premer samo okoli 20 km. 

## Nastanek družine
Nastanek družine ni popolnoma jasen. Orbitalna resonanca 4 : 1 z Jupitrom leži na razdalji 2,06 a.e. od Sonca. Vsako telo na teh razdaljah je tako močno moteno, da bi po daljšem času dobilo tirnico z veliko izsrednostjo in bi bilo na koncu izvrženo iz Osončja. Tako je nastala notranja Kirkwoodova vrzel. Razen tega so znotraj resonance 4 : 1 asteroidi s tirnico, ki ima nizek naklon, tudi pod vplivom Marsa (v nasprotju z asteroidi zunaj vrzeli). V času obstoja Osončja so vplivi Marsa izvrgli iz Kirkwoodove vrzeli 4 : 1 vse asteroide, ki so imeli nizek naklon tirnice. To se ni zgodilo asteroidom, ki so bili dovolj daleč od Marsa 
To je povzročilo, da se še sedaj v Kirkwoodovi vrzeli 4 : 1 nahaja več asterodov, ki imajo tirnice z velikimi nakloni, čeprav imajo manjše izsrednosti. 
Nekateri asteroidi družine Madžarska sekajo tudi tirnico Marsa. Še vedno pa se dogaja, da jih vpliv Marsa lahko izvrže iz Osončja. To se pa ne dogaja z asteroidi osrednjega dela glavnega asteroidnega pasu, kjer je vpliv Jupitra večji. 
Dolgotrajne spremembe v tirnici Marsa so zelo pomembne za izločanje asteroidov družine Madžarska. Na asteroide z velikimi izsrednostmi Mars tako močno vpliva, da bo njihova izsrednost v bodočnosti vedno večja. To v zelo dolgem času povzroča nastanek kratkoživih amorskih asteroidov ter asteroidov, ki prečkajo tirnico Zemlje.